# The Bolokos
The Bolokos est un groupe de punk rock caribéen formé en 2009 à Goyave, en Guadeloupe,. Le groupe joue un mélange de punk rock et de musique caribéenne,.

## Biographie
Premier groupe de punk-rock en Guadeloupe, le groupe commence dans les petits clubs de l'île sous le nom de The Sleepwalkers mais change rapidement pour le nom actuel. Le groupe se définit par une fusion entre le punk et les musiques caribéennes originaires de Guadeloupe et des autres îles des antilles tels le Gwo ka, le Zouk ou encore le calypso.
En décembre 2014 sort le premier single Love You As Before sur le label Bokit Production.
Le groupe introduit parfois d’autres instruments comme du Gwo Ka, Melodica, Steel Pan etc. Les textes sont principalement chantés en créole guadeloupéen et en anglais. Il s'agit du premier groupe caribéen à avoir participé au Rebellion Festival à Blackpool en Angleterre.
Le 30 mars 2019 le groupe publie son premier album studio au titre éponyme, produit par l'artiste martiniquais Kali .
Après une tournée au Mexique, le groupe publie le 7 décembre 2024 son second album studio intitulé Tropikal Noise sur le label allemand Wolverine Records. Il est enregistré au Studio Debs à Pointe-à-Pitre en collaboration avec des artistes emblématiques de la musique traditionnelle des Antilles tels Fanswa Ladrezeau, Lukuber Séjor ou encore Kali.

## Collaborations
La distillerie du rhum Montebello leur rend hommage avec une série de bouteilles nommée Cuvée The Bolokos particulièrement appréciée des amateurs,,.

## Membres
- Océ Cheapfret - basse, chant
- Edy Caramello - guitare, harmonica, chant
- Mister Fridge - batterie

## Discographie

### Singles
- 2014 : Love You As Before
- 2018 : White Rum
- 2021 : Caribbean Dream
- 2023 : Ti Kanno (Feat. Kali)
- 2023 : Factory
- 2024 : Kouté Pou Tann (Feat. Fanswa Ladrezeau)